# Euscorpius carpathicus
Espèce
Synonymes
- Scorpio carpathicus Linnaeus, 1767
- Scorpius banaticus C. L. Koch, 1841
- Scorpius oravitzensis C. L. Koch, 1842

Euscorpius carpathicus, Le Scorpion des Carpates est une espèce de scorpions de la famille des Euscorpiidae.

## Distribution
Cette espèce est endémique des Alpes de Transylvanie en Roumanie.

## Description

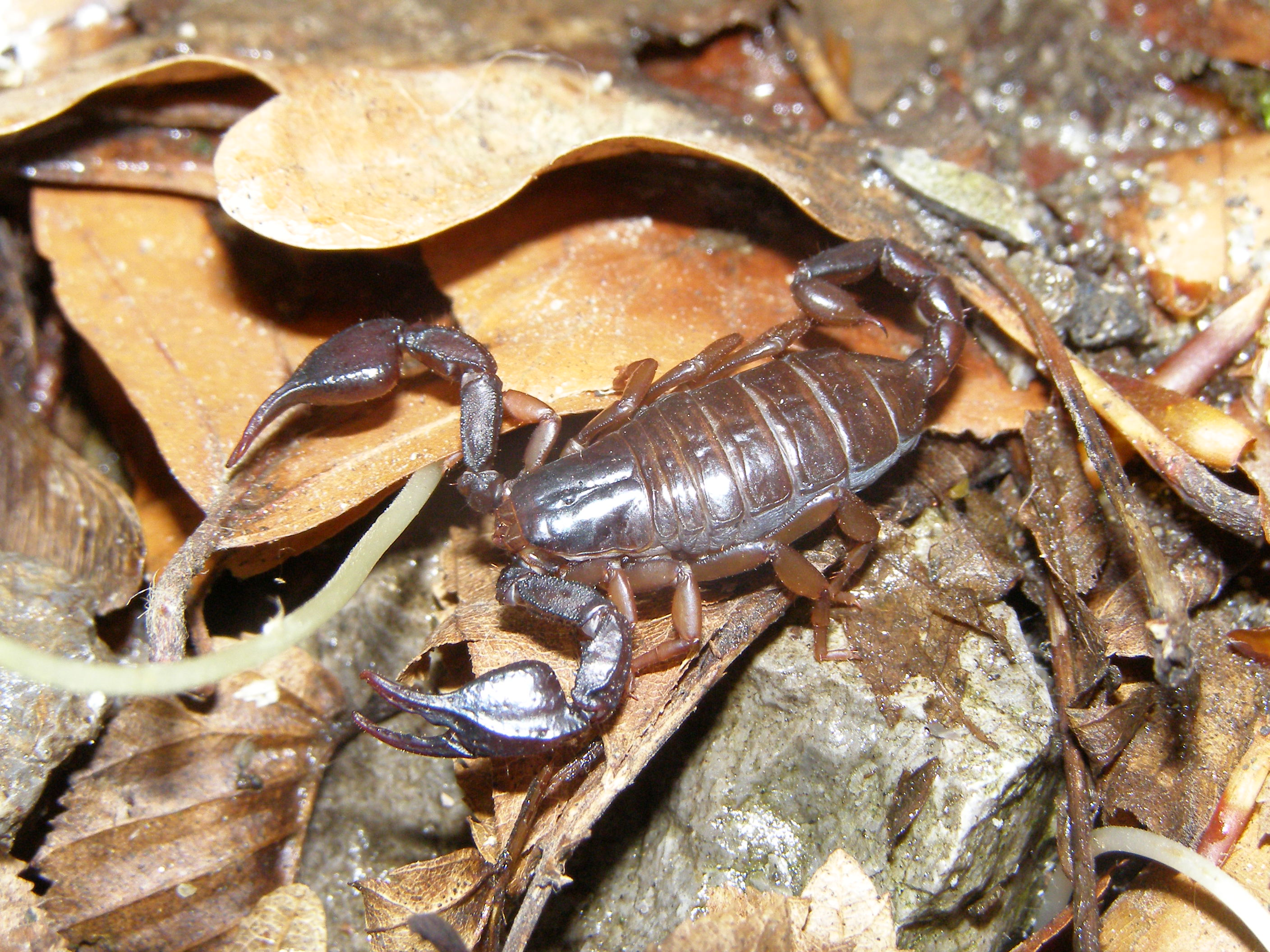
Euscorpius carpathicus

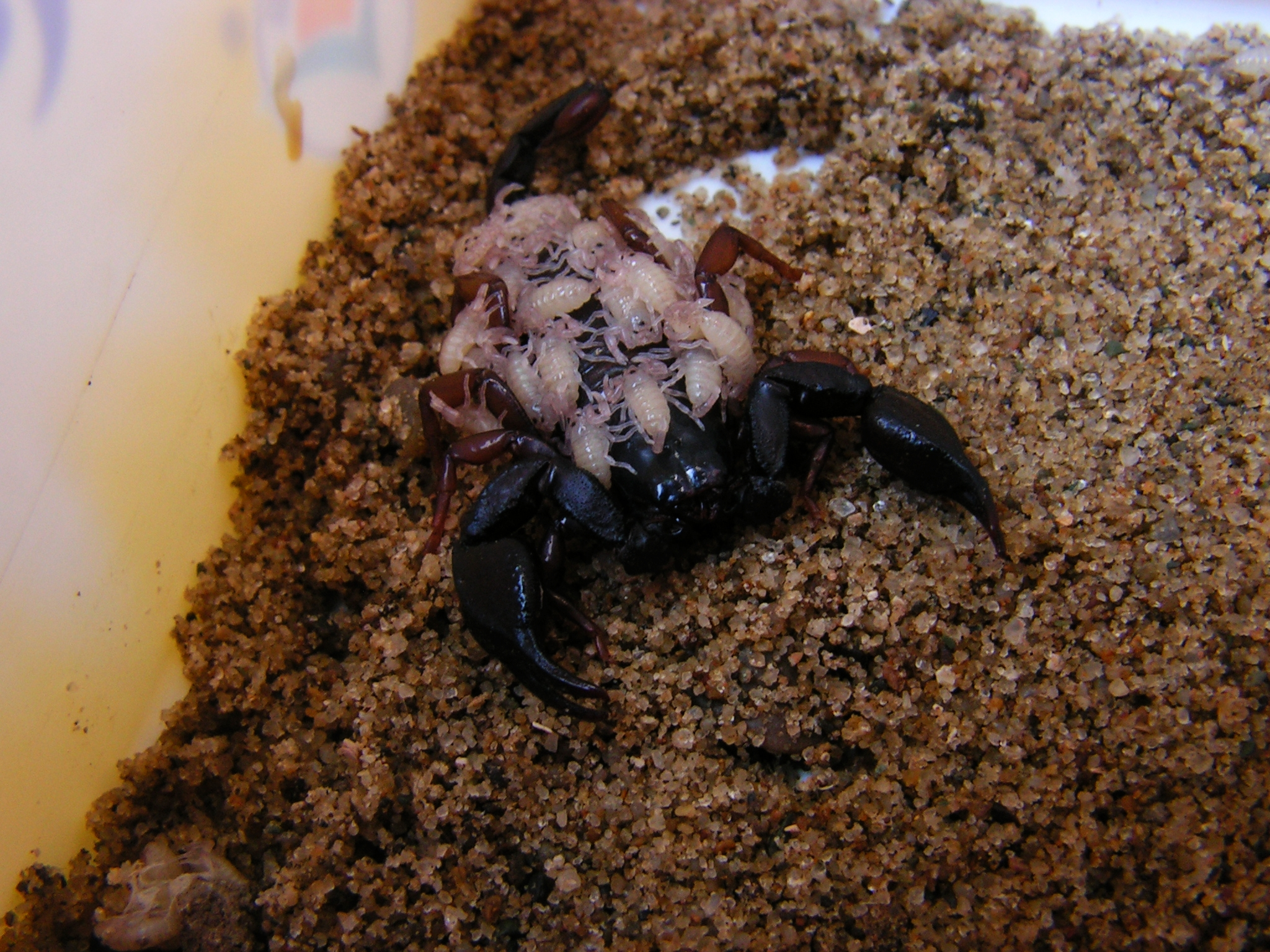
Euscorpius carpathicus

Les mâles décrits par Fet et Soleglad en 2002 mesurent 30,00 mm et 34,90 mm et les femelles 30,95 mm, 33,65 mm et 40,00 mm.

## Liste des sous-espèces
Selon The Scorpion Files (20/05/2022) :
- Euscorpius carpathicus carpathicus (Linnaeus, 1767)
- Euscorpius carpathicus banaticus (Koch, 1841)

## Systématique et taxinomie
Cette espèce a été décrite sous le protonyme Scorpio carpathicus par Linné en 1767. Elle est placée dans le genre Scorpius par Koch en 1837 puis dans le genre Euscorpius par Thorell en 1876.
En 2000, 23 sous-espèces étaient reconnues à Euscorpius carpathicus :
- Euscorpius carpathicus carpathicus correspond à Euscorpius carpathicus carpathicus tel que définie en 2020 ;
- Euscorpius carpathicus banaticus reste la seule sous-espèce d'Euscorpius carpathicus ;
- Euscorpius carpathicus balearicus a été élevée au rang d'espèce par Gantenbein, Soleglad et Fet en 2001[7] ;
- Euscorpius carpathicus hadzii et Euscorpius carpathicus koschevnikovi ont été élevées au rang d'espèce par Fet et Soleglad en 2002[2] ;
- Euscorpius carpathicus tauricus a été élevée au rang d'espèce par Fet en 2002[8] ;
- Euscorpius carpathicus sicanus a été élevée au rang d'espèce par Fet, Soleglad, Gantenbein, Vignoli, Salomone, Fet et Schembri en 2003[9] ;
- Euscorpius carpathicus concinnus a été élevée au rang d'espèce par Vignoli, Salomone, Caruso et Bernini en 2005[10] ;
- Euscorpius carpathicus oglasae a été élevée au rang d'espèce par Vignoli, Salomone, Cicconardi et Bernini en 2007[11] ;
- Euscorpius carpathicus aquilejensis a été élevée au rang d'espèce par Tropea en 2013[12] ;
- Euscorpius carpathicus candiota a été élevée au rang d'espèce par Fet, Soleglad, Parmakelis, Kotsakiozi et Stathi en 2013[13] :
- Euscorpius carpathicus calabriae et Euscorpius carpathicus canestrinii ont été élevées au rang d'espèce par Tropea en 2017[14] ;
- Euscorpius carpathicus lagostae a été élevée au rang d'espèce par Podnar, Grbac, Tvrtković, Hörweg et Haring en 2021[15] ;
- Euscorpius carpathicus niciensis a été élevée au rang d'espèce par Tropea et Parmakelis en 2022[16] ;
- Euscorpius carpathicus fanzagoi a été placée en synonymie avec Euscorpius flavicaudis par Ythier en 2011[17]  ;
- Euscorpius carpathicus picenus a été placée en synonymie avec Euscorpius aquilejensis par Tropea en 2013[12] ;
- Euscorpius carpathicus apuanus, Euscorpius carpathicus argentarii, Euscorpius carpathicus corsicanus, Euscorpius carpathicus ilvanus, Euscorpius carpathicus linosae et Euscorpius carpathicus palmarolae sont de statut incertain.

## Étymologie
Son nom d'espèce lui a été donné en référence au lieu de sa découverte, les Carpates.

## Publications originales
- Linnaeus, 1767 : Systema naturae per regna tria naturae, secundum classes, ordines, genera, species, cum characteribus, differentiis, synonymis, locis. ed. 12, Holmiae, Laurentii Salvii.
- Koch, 1841 : Die Arachniden. Nurnberg C. H. Zeh‘sche Buchhandlung, vol. 8, p. 1-114 (texte intégral).